# Одсјаји у златном оку (роман)
„Одсјаји у златном оку“ (енгл. Reflections in a Golden Eye) је други по реду роман америчке књижевнице Карсон Мекалерс. Први пут је објављен периодично у октобарским и новембарским бројевима часописа Харперс Базар 1940, а као књига је штампан 1941. Смештен у војној бази на америчком југу, роман приказује брак прикривеног хомосексуалца војног генерала Велдона Пендертона и његове промискуитетне жене Леоноре, као и животе гротескно обликованих ликова из њихове околине. Осим хомосексуалности, дело тематизује садизам, воајеризам и фетишизам, истражујући границе еротског, положај изопштеника и непоузданост нормалног. Роман је посвећен швајцарској књижевници Анамарији Шварценбах са којом је Карсон у време објављивања имала љубавну аферу.
Када су изашли, „Одсјаји у златном оку“ су наишли на негативну рецепцију књижевне критике. Сама Мекалерс се бранила од оптужби да пише о перверзијама речима: „Толико сам обузета својим ликовима да њихови мотиви постају моји. Када пишем о лопову, ја постајем један; Када пишем о генералу Пендертону, постајем хомосексуални мушкарац. Постајем лик о којем пишем и благословен био римски песник Теренције који је рекао: Ништа људско није ми страно“. Ауторка је касније тврдила да је њен отац згрожен бацио магазин у којем се прича појавила на други крај собе, питајући се како је његово дете могло да напише такву причу. Припадници Кју-клукс-клана су јој претили преко телефона називајући ауторком „настраном“ и „љубитељком црња“.
Када је 1950. поново штампан, Тенеси Вилијамс је у предговору написао да су оштре негативне реакције уобичајне када неко, након великог успеха првог, објави други роман. Сматрао је да су „Одсјаји у златном оку“ напредак у односу на њен књижевни првенац, и да је у њему успешно обуздала своју „субјективну нежност“ и „младалачку поезију“ постизањем „апсолутног владања формом“. По роману је снимљен истоимени филм 1967, у режији Џона Хјустона са Марлоном Брандом, Елизабет Тејлор и Џули Харис у главним улогама. Роман није преведен на српски језик, али је у домаћим библиотекама могуће наћи хрватски превод Златка Горјана под именом „Дама и њен војник“ из 1961.